# Tesla X-Files
Tesla X-Files (The Tesla Files) è un programma televisivo statunitense trasmesso dal 4 maggio 2018 su History.

## Trama
Il ricercatore Marc Seifer, l'astrofisico Travis Taylor e il giornalista investigativo Jason Stapleton indagano sui misteri che circondano la vita e il lavoro di Nikola Tesla, uno degli scienziati più importanti ed eccentrici della storia.

## Puntate
| n° | Titolo originale        | Titolo italiano            | Prima TV USA   | Prima TV Italia |
| -- | ----------------------- | -------------------------- | -------------- | --------------- |
| 1  | Without a Trace         | I documenti perduti        | 4 maggio 2018  | 14 giugno 2018  |
| 2  | The Colorado Experiment | Il laboratorio del mistero | 11 maggio 2018 | 21 giugno 2018  |
| 3  | Tesla's Tower           | Misteri sepolti            | 18 maggio 2018 | 28 giugno 2018  |
| 4  | Secret Weapons          | Armi segrete               | 25 maggio 2018 | 5 luglio 2018   |
| 5  | Fowl Play               | Il complotto               | 1º giugno 2018 | 12 luglio 2018  |